# Катайгинское сельское поселение
Катайгинское се́льское поселе́ние — муниципальное образование в Верхнекетском районе Томской области Российской Федерации.
Административный центр — посёлок Катайга.

## География
Через поселение протекает река Кеть. По территории муниципалитета проходят водораздел Обь—Енисей и Обь-Енисейский канал. 
Здесь расположен заказник — Кеть-Касский. Территория поселения богата лесными ресурсами — древесиной, ягодами, грибами, орехами, а также своей фауной, в первую очередь, пушным зверем — норкой, белкой, соболем, лисицей, бобром и др.

## История
Статус и границы сельского поселения установлены Законом Томской области от 10 сентября 2004 года № 199-ОЗ О наделении статусом муниципального района, поселения (городского, сельского) и установлении границ муниципальных образований на территории Верхнекетского района.

## Население
| 2002  | 2010  | 2012  | 2013  | 2014  | 2015  | 2016  |
| ----- | ----- | ----- | ----- | ----- | ----- | ----- |
| 1824  | ↘1590 | ↘1532 | ↘1512 | ↘1485 | ↘1412 | ↘1391 |
| 2017  | 2018  | 2019  | 2020  | 2021  |       |       |
| ↘1365 | ↘1344 | →1344 | ↘1308 | ↘1203 |       |       |

## Состав сельского поселения
| № | Населённый пункт | Тип населённого пункта          | Население |
| - | ---------------- | ------------------------------- | --------- |
| 1 | Катайга          | посёлок, административный центр | ↘1202     |
| 2 | Усть-Озерное     | село                            | →1        |